# Digital Data Storage

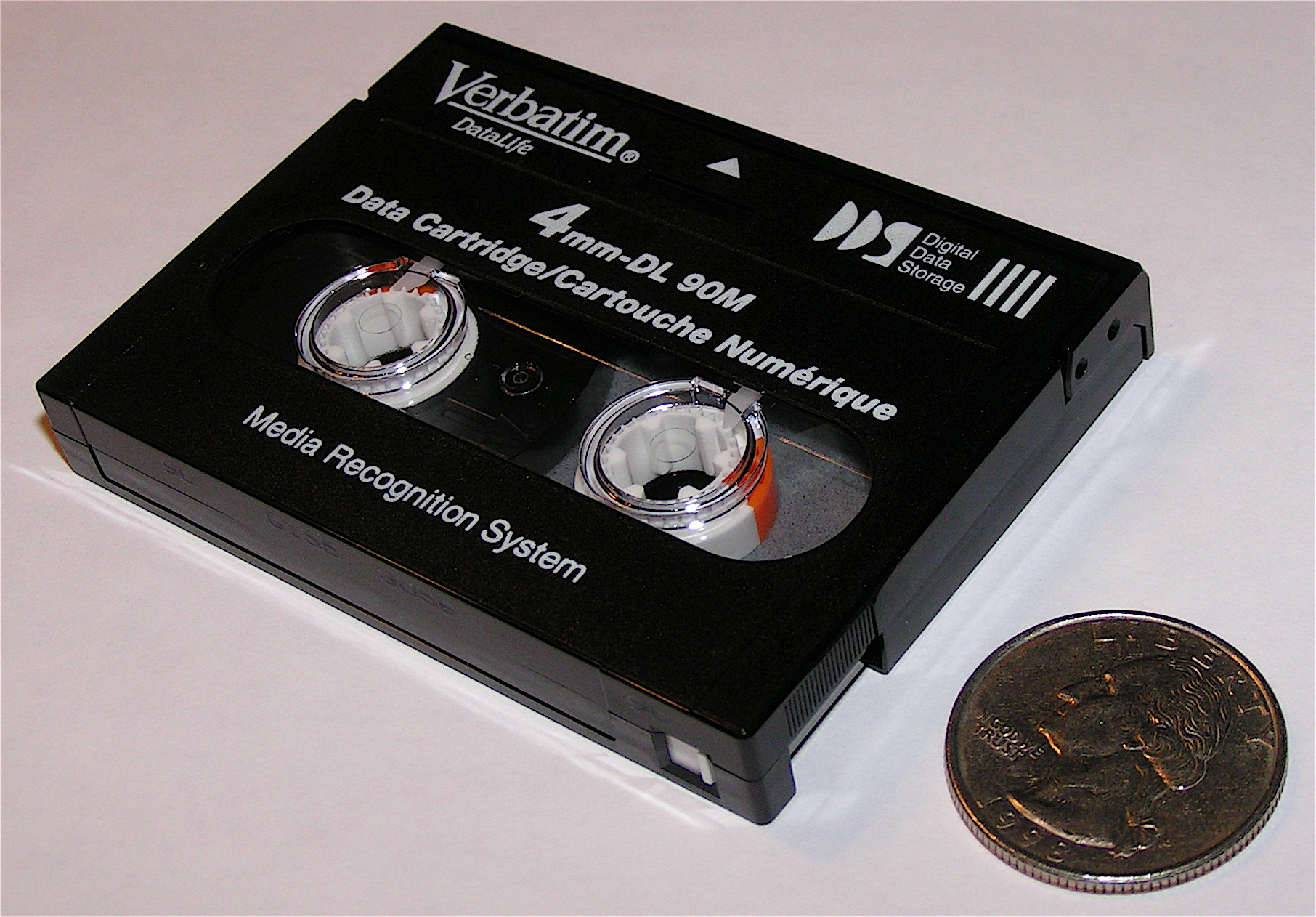
Een DDS-1 cassette.

Digital Data Storage of DDS was een relatief populair back-upmedium voor middelgrote computersystemen gebaseerd op digital audio tape (dat). De banden en het leesmechanisme zijn fysiek gelijk aan digital audio tape. DDS-tapes voldoen echter aan strengere normen dan digital audio tape. Door de betere tapes en een foutcorrectiemechanisme is het mogelijk bestanden op te slaan en foutvrij weer terug te lezen.
Er bestaan verschillende generaties met diverse capaciteiten:
| naam  | lengte | capaciteit (netto/gecomprimeerd) |
| ----- | ------ | -------------------------------- |
| DDS   | 60 m   | 1,3 / 2,6 Gbyte                  |
| DDS-1 | 90 m   | 2 / 4 Gbyte                      |
| DDS-2 | 120 m  | 4 / 8 Gbyte                      |
| DDS-3 | 125 m  | 12 / 24 Gbyte                    |
| DDS-4 | 150 m  | 20 / 40 Gbyte                    |
| DDS-5 | 170 m  | 36 / 72 Gbyte                    |

Opgemerkt moet worden dat fabrikanten van tapesystemen vaak een compressiefactor van 2:1 gebruiken om 'mooiere' getallen te krijgen.